# Пам'ятник Добрині Микитичу (Коростень)
50°56′56″ пн. ш. 28°38′54″ сх. д. / 50.948759° пн. ш. 28.648261° сх. д.
Пам'ятник Добри́ні Мики́тичу — пам'ятник герою руського народного епосу, богатиру, другому за популярністю після Іллі Муромця в місті Коростені. Він часто зображується богатирем на службі при князеві Володимирі. За легендами дружиною Добрині була Анастасія, дочка Микули Селяниновича.

## Загальні дані
Пам'ятник встановлено в східній частині міста на правому березі річки Уж. Скульптурно-архітектурний комплекс розташований у парку культури та відпочинку Древлянський.
Пам'ятник відкрито в 2012 році до 1307-річчя Коростеня. Скульптор І. С. Зарічний.
Пам'ятник збудовано за благодійні кошти сім'ї Матусевичів.

### Опис
Скульптурна композиція складається з Добрині, який тримає в одній руці батіг, і його коня, який схилив до свого хазяїна голову.